# Fritz Winterhoff
Fritz Winterhoff (* 9. November 1897 in Haspe; † 25. September 1946 in Bad Nauheim) war Betriebsführer des „Röhrenwerks Thyssen“ in Mülheim und Generaldirektor der Deutschen Röhrenwerke AG.

## Leben
In den zwanziger Jahren war Winterhoff Angestellter der Maschinenfabrik Thyssen in Mülheim und der Thyssen Stahl- und Walzwerke, 1938 leitete er das Warm- und Kaltwalzwerk in Dinslaken und seit Januar 1939 das Röhrenwerk Thyssen. 1944 wurde er Generaldirektor der Deutsche Röhrenwerke (DRW) AG und war zuständig für sämtliche deutsche Röhrenwerke der Betriebsgesellschaft. Winterhoff war Mitglied der NSDAP, übte aber kein Parteiamt aus. Im Mai 1945 wurde Winterhoff von der Amerikanischen Militärbehörde verhaftet und in einem Internierungslager untergebracht.

### Misshandlung von Zwangsarbeitern
Bereits im November 1941 befürwortete Winterhoff den Ausweitung des „Russeneinsatzes“ – den Einsatz von sowjetischen Kriegsgefangenen für seine Werke; in seinem Direktionsbereich errichtete man im Sommer 1942 das Zehntweglager in Duisburg, das größte Arbeitslager für Fremdarbeiter in Duisburg. Dort wurden im September 1944 fünf sowjetische Kriegsgefangene gehenkt. Zwar wurde der dafür verantwortliche Aufseher im September desselben Jahres durch Winterhoff entlassen, jedoch hatte Winterhoff zuvor der Lagerleitung freie Hand gelassen. Unter anderem wegen dieser Hinrichtungen und weiteren Misshandlungen durch die Lagerleitung wurde Winterhoff von den Alliierten interniert; vor einem möglichen Prozess starb Winterhoff im November 1946 während seiner Inhaftierung in einem Lagerlazarett.